# Rhododendron lukiangense
Rhododendron lukiangense (kineski 蜡叶杜鹃 la ye du juan), grmlje ili manje drveće iz porodice Ericaceae. Naraste od 2 do 4 metra visine. Vrsta je raširena je po kineskim provincijama Sichuan i Yunnan te na Tibetu (Xizang), obično po borovim i miješanim šumama, šikarama, dolinama i obalama potoka i to na nadmorskim visinama od 2600 - 3500 metara.
Cvjeta u veljači i ožujku, cvjetovi su rozi, listovi kožnati

## Sinonimi
- Rhododendron admirabile I. B. Balf. & Forrest[3]
- Rhododendron adroserum I. B. Balf. & Forrest[3]
- Rhododendron ceraceum I. B. Balf. & W.W. Sm.[3]
- Rhododendron gymnanthum Diels[3]
- Rhododendron lukiangense subsp. admirabile (I. B. Balf. & Forrest) Tagg[3]
- Rhododendron lukiangense subsp. adroserum (I. B. Balf. & Forrest) Tagg[3]
- Rhododendron lukiangense subsp. ceraceum (I. B. Balf. & W.W. Sm.) Tagg[3]
- Rhododendron lukiangense subsp. gymnanthum (Diels) Tagg[3]